# Galianthe hassleriana
Galianthe hassleriana är en måreväxtart som först beskrevs av Robert Hippolyte Chodat, och fick sitt nu gällande namn av Elsa Leonor Cabral. Galianthe hassleriana ingår i släktet Galianthe och familjen måreväxter. Inga underarter finns listade i Catalogue of Life.